# Горбатовский уезд
Горбатовский уезд — административно-территориальная единица в составе Нижегородской губернии Российской империи, существовавшая в 1779—1918 годах. Уездный город — Горбатов.

## История
Горбатовский уезд в составе Нижегородского наместничества был образован в 1779 году в ходе административной реформы Екатерины II. С 1796 года в составе Нижегородской губернии.
В 1918 году центр уезда был перенесён в город Павлово, а Горбатовский уезд был переименован в Павловский.

## Административное деление
В 1890 году в состав уезда входило 23 волости:
| № п/п | Волость       | Волостное правление | Число селений | Население |
| ----- | ------------- | ------------------- | ------------- | --------- |
| 1     | Абабковская   | с. Абабково         | 7             | 3499      |
| 2     | Барановская   | с. Бараново         | 15            | 4255      |
| 3     | Богородская   | с. Богородское      | 1             | 10887     |
| 4     | Ворсменская   | с. Ворсма           | 11            | 6828      |
| 5     | Высоковская   | д. Высоково         | 11            | 3081      |
| 6     | Дуденевская   | с. Дуденево         | 5             | 3308      |
| 7     | Детковская    | с. Детково          | 16            | 4046      |
| 8     | Елизаровская  | с. Елизарово        | 28            | 7392      |
| 9     | Избылецкая    | с. Избылец          | 15            | 5625      |
| 10    | Лесуновская   | с. Лесуново         | 11            | 3940      |
| 11    | Оленинская    | с. Оленино          | 7             | 4505      |
| 12    | Павловская    | с. Павлово          | 1             | 10750     |
| 13    | Панинская     | с. Панино           | 17            | 6078      |
| 14    | Пашигоревская | с. Пашигорьево      | 11            | 4159      |
| 15    | Подъяблонская | с. Подъяблонное     | 15            | 2297      |
| 16    | Пустынская    | с. Пустынь          | 13            | 7521      |
| 17    | Сосновская    | с. Сосновское       | 13            | 7043      |
| 18    | Теряевская    | с. Теряево          | 14            | 4086      |
| 19    | Тумботинская  | с. Тумботино        | 8             | 1833      |
| 20    | Хвощевская    | с. Хвощёвка         | 12            | 5498      |
| 21    | Чмутовская    | с. Арапово          | 16            | 5231      |
| 22    | Шапкинская    | с. Шапкино          | 20            | 5994      |
| 23    | Ярымовская    | с. Ярымово          | 10            | 4152      |

В 1913 году в уезде было также 23 волости.
В 1926 году волостей было 8: Богородская, Ворсменская, Горбатовская, Павловская, Панинская, Салавирская, Сосновская, Хвощевская.

## Население
По данным переписи 1897 года в уезде проживало 134 160 чел. В том числе русские — 99,9 %. В уездном городе Горбатове проживало 4 604 чел.

## Кустарные промыслы в фотографиях конца XIX века
Взяты из издания: Нижегородская губерния по исследованиям губернского земства. Выпуск II: М. А. Плотников. Кустарные промыслы Нижегородской губернии. — СПб., 1896.
|  |  |  |
|  |  |  |
|  |  |  |
|  |  |  |
|  |  |  |
|  |  |  |